# 天空之橋 (溫哥華)
天空之橋（英語：Skybridge）是一座位於加拿大卑詩省大溫哥華地區的斜拉橋，於1987年10月28日動工，1989年竣工，並於1990年3月19日啟用。它橫跨菲沙河，連接二埠市和素里市。大橋耗資2800萬加元興建，主跨長340米，連引道全長為616米，是世界上最長的捷运專用橋。大橋屬運輸聯線轄下的溫哥華架空列車專用，有兩組路軌供博覽線列車往來溫哥華市中心的濱海站和素里市的喬治王站；另外有第三組路軌以供運載維修器材。
天空之橋離水面高度45米，而橋塔高度則為117米。

## 外部連結
- 维基共享资源上的相關多媒體資源：天空之橋
- Illustration of the Skybridge（页面存档备份，存于）
- 橫越天空之橋(YouTube影片)（页面存档备份，存于）